# Ночной Портюг
Ночной Портюг — река в России, протекает в Пыщугском и Межевском районах Костромской области. Устье реки находится в 24 км по правому берегу реки Портюг. Длина реки составляет 19 км.
Исток находится в лесах в 24 км к северо-западу от посёлка Пыщуг. Река течёт на юго-запад по лесному массиву, русло извилистое, населённых пунктов нет. Верхнее течение проходит по территории Пыщугского района, остальное — по территории Межевского. Впадает в Портюг у деревни Ледянки.

## Данные водного реестра
По данным государственного водного реестра России относится к Верхневолжскому бассейновому округу, водохозяйственный участок реки — Унжа от истока и до устья, речной подбассейн реки — Бассей притоков Волги ниже Рыбинского водохранилища до впадения Оки. Речной бассейн реки — (Верхняя) Волга до Куйбышевского водохранилища (без бассейна Оки).
По данным геоинформационной системы водохозяйственного районирования территории РФ, подготовленной Федеральным агентством водных ресурсов:
- Код водного объекта в государственном водном реестре — 08010300312110000015648
- Код по гидрологической изученности (ГИ) — 110001564
- Код бассейна — 08.01.03.003
- Номер тома по ГИ — 10
- Выпуск по ГИ — 0